# Psilopogon monticola
El barbudo montano (Psilopogon monticola) es una especie de ave piciforme de la familia Megalaimidae endémica de Borneo.

## Distribución y hábitat
Se encuentra únicamente en las selvas tropicales de montaña de la isla de Borneo, distribuido por Indonesia y Malasia.